# Phenice fasciolata
Phenice fasciolata är en insektsart som först beskrevs av Karl Henrik Boheman 1838.  Phenice fasciolata ingår i släktet Phenice och familjen Derbidae. Inga underarter finns listade i Catalogue of Life.